# Stanisława Jodłowska
Stanisława Jodłowska z domu Rowińska (ur. 23 września 1909 w Oryszewie, zm. 27 lutego 1976 w Żyrardowie) – polska działaczka komunistyczna związana z Żyrardowem, posłanka na Sejm PRL I kadencji (1952–1956).

## Życiorys
Urodziła się w rodzinie działaczy rewolucyjnych. W młodości pracowała jako pomoc domowa, na robotach publicznych oraz jako prządka w Zakładach Żyrardowskich. Należała do Komunistycznej Partii Polski. W czasie II wojny światowej była łączniczką w oddziale GL „Burza” i Armii Ludowej.
Po 1945 przewodniczyła oddziałowi Ligi Kobiet w Żyrardowie, była jednocześnie działaczką PPR i PZPR. Z ramienia PZPR sprawowała mandat posłanki do Sejmu I kadencji (1952–1956), reprezentując okręg Pruszków. W 1959 odeszła na rentę.
Zmarła w 1976, została pochowana na cmentarzu w Żyrardowie.
Odznaczona Krzyżem Oficerskim Orderu Odrodzenia Polski, Złotym Krzyżem Zasługi, Medalem 10-lecia Polski Ludowej i Medal 30-lecia Polski Ludowej, a także Orderem Krzyża Grunwaldu.